# Stanbridge Station
Stanbridge Station es un municipio perteneciente a la provincia de Quebec en Canadá. Está ubicado en el municipio regional de condado de Brome-Missisquoi en la región de Montérégie-Est.

## Geografía
Stanbridge Station se encuentra 3 kilómetros al sur de Bedford. El territorio tiene la forma de un rectángulo estrecho, delimitado al norte con Saint-Ignace-de-Stanbridge, al este con Bedford, al sur con Saint-Armand y al oeste con Pike River. Su superficie total es de 18,13 km², de los cuales 18,07 km² son tierra firme y 0,06 km² en agua. El arroyo Corriveau baña el centro del territorio.

## Urbanismo
El pueblo de Stanbridge Station se encuentra al cruce de la carretera regional 202 y del rang Saint-Henri. La carretera 202 va a Pike River al oeste y a Bedford al este. El rang Saint-Henri se dirige hacia Notre-Dame-de-Stanbridge al norte y hacia Saint-Armand al sur.

## Historia
El cantón de Stanbridge, del nombre del pueblo de Stanbridge en el condado de Bedfordshire en Inglaterra, fue medido en 1801. Los primeros colonos se establecieron en la parte oeste del cantón alrededor del arroyo Corriveau en la mitad del siglo XIX. El ferrocarril Montreal and Vermont Junction, con una estacione en el actual Stanbridge Station, fue construido en 1864. La oficina de correos de Stanbridge Station abrió en 1866. El municipio de Stanbridge Station fue creado por separación del municipio de cantón de Stanbridge en 1889. La explotación del ferrocarril paró en 1955.

## Política
El consejo municipal se compone del alcalde y de seis consejeros sin división territorial. El alcalde actual (2015) es Gilles Rioux, que sucedió a Lucien Messier en 2009.
|            | 2005-2009                                                                                    | 2009-2013                                                                                     | 2013-2017                                                                                                   |
| Alcalde    | Lucien Messier                                                                               | Gilles Rioux                                                                                  | Gilles Rioux                                                                                                |
| Consejeros | Maurice Campbell Roger Corriveau Claude Plouffe Édouard Raymond Donald Tougas Rolland Tougas | Maurice Campbell Roger Corriveau Édouard Raymond Pauline Samson Colette St-Onge Donald Tougas | Gisèle Audet** Ingrid Godbout* François Renaud* Pauline Samson Colette St-Onge Donald Tougas Étienne Tougas |

 * Consejero al inicio del termo pero no al fin.  ** Consejero al fin del termo pero no al inicio. 
A nivel supralocal, Stanbridge Station forma parte del MRC de Brome-Missisquoi. El territorio del municipio está ubicado en la circunscripción electoral de Brome-Missisquoi a nivel provincial y de Brome-Missisquoi también a nivel federal.

## Demografía
Según el censo de Canadá de 2011, Stanbridge Station contaba con 276 habitantes. La densidad de población estaba de 14,9 hab./km². Entre 2006 y 2011 hubo una disminución de 33 habitantes (10,7 %). En 2011, el número total de inmuebles particulares era de 123, de los cuales 113 estaban ocupados por residentes habituales, otros siendo desocupados o residencias secundarias.
Evolución de la población total, 1991-2015

## Economía
La agricultura, particularmente las granjas lácteas y la horticultura, forma la base de la economía local.